# SRC Milan Gale Muškatirović
SRC Milan Gale Muškatirović – centrum sportowo-rekreacyjne wybudowane w centrum Belgradu, stolicy Serbii.
W obiekcie są dwa odkryte baseny i dwa kryte. Jeden z basenów krytych jest pływalnią olimpijską z liczbą trybun na 600 miejsc siedzących. Znajdują się także dwie hale na mecze koszykówki i futsalu. Wybudowano również dziesięć kortów tenisowych, z których dwa mają nawierzchnię betonową. Kort centralny pomieści łącznie 9500 osób. Centrum tenisowe nazywane jest inaczej Tennis Center Novak. W latach 2009–2012 organizowano męski turniej tenisowy Serbia Open rangi ATP World Tour 250. Na SRC Milan Gale Muškatirović odbyła się Letnia Uniwersjada 2009.